# Alexander Supan

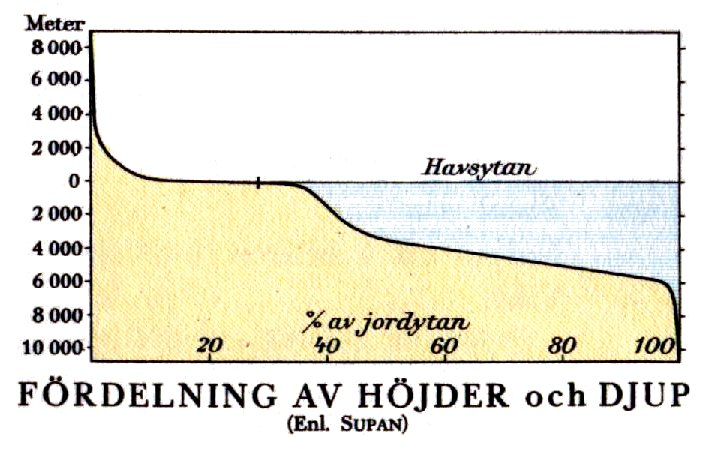
Fördelning av höjder och djup över jordens yta, enligt Supan.

Alexander Georg Supan, född 3 mars 1847 i Innichen, Tyrolen, död 7 juli 1920 i Breslau, var en österrikisk geograf.
Efter studier i Graz, Halle an der Saale och Leipzig anställdes Supan 1877 som docent vid universitetet i Czernowitz, där han 1880 blev professor i geografi.  Han lämnade emellertid denna befattning 1884 och var fram till 1909 redaktör för "Petermanns Mitteilungen" i Gotha, vilken under hans ledning tillhörde de främsta geografiska tidskrifterna. Åren 1909-1916 var han åter professor i geografi, nu vid universitetet i Breslau. År 1886 invaldes han som ledamot i Leopoldina.
Supan författade bland annat flera supplementhäften till ovannämnd tidskrift, till exempel fortsättningen till de av Ernst Behm och Hermann Wagner påbörjade översikterna "Die Bevölkerung der Erde" (band VIII och IX, 1891, 1893, tillsammans med Wagner, X, XI och XII, 1899, 1900 och 1904, ensam). Bland hans övriga skrifter kan nämnas  Grundzüge der physischen Erdkunde (1884; sjätte omarbetade upplagan 1915) och Österreich-Ungarn (i Alfred Kirchhoffs "Länderkunde von Europa", 1889). Han författade även några kortfattade läroböcker i geografi avsedda för tyska och österrikiska mellanskolor, där de fick stor användning. Under sina sista två levnadsår var han förlamad, men fortsatte sin vetenskapliga verksamhet fram till sin död.